# Gobiodon okinawae
Espèce
Répartition géographique
Le Gobie corail jaune (Gobiodon okinawae) également connu sous le nom de gobie Okinawa, est une espèce de poisson de la famille des gobiidés originaire de l'ouest du Pacifique, au sud du Japon et du sud de la Grande barrière de corail. Comme son nom l'indique, Il est de couleur jaune vif, sauf un point blanchâtre sur chaque joue. Leur personnalité est tout aussi intéressante que leur coloration, il est souvent maintenu en aquarium récifal pour son comportement jovial et sociable.

## Description
G. okinawae ont généralement une forme fusiforme avec sept épines dorsales, dix rayons dorsale, anale une épine dorsale, anale et neuf rayons mous. Ils peuvent atteindre une longueur de 3,5 cm.
Une autre espèce, Gobiodon citrinus, le gobie corail citron, a une apparence similaire à Gobiodon okinawae. A la différence de G. okinawae, toutefois, il n'a pas de marques de bleu et blanc du visage de G. citrinus.
Ces poissons ne sont généralement pas agressifs, mais ils peuvent activement protéger leur territoire de leurs congénères. Leur principale défense contre les prédateurs est un poison, un mucus amer sur la peau qui les rend désagréables à avaler.

## Habitat
Le gobie corail jaune vit dans les récifs de corail à l'abri des lagunes. Contrairement à la plupart des gobies, qui sont fouisseurs, les Gobiodon  se perchent dans les branches d'Acropora, en groupes de cinq à quinze individus.

## Alimentation
La plupart des gobies sont carnivores, et le Gobie corail jaune est sous-catégorisé comme un planctonivore. Compte tenu de leur petite taille, leur régime alimentaire se compose principalement de mésoplancton. Ce sont des opportunistes, pas des chasseurs.

## Statut de conservation
Le gobie jaune clown ne se retrouve pas sur la Liste rouge de l'UICN. L'espèce est très résistante, avec les populations locales en mesure de doubler en quinze mois.

## En Aquarium
Le Gobie corail jaune est populaire auprès des aquariophiles et est généralement considéré comme une espèce de bac récifal. Il est particulièrement adapté au nano récif en raison de sa petite taille, et la capacité de l'aquariophile à surveiller de près son état de santé.
En raison des questions territoriales dans le cas d'un petit aquarium, il est conseillé de le maintenir seul ou en couple.
Compte tenu des coraux utilisés comme "perchoir", ces poissons sont un ajout coloré et amusant au bac  récifal. Beaucoup de gobies s'habituent à leurs propriétaires, à reconnaître leur présence, et semblent mendier de la nourriture. En outre, lorsqu'ils se perchent dans un endroit favori, ils semblent faire une "danse du poisson" où ils wiggle-et-vient dans un mouvement ondulant, tout en agitant leurs nageoires.
Bon nombre de ces poissons arrivent chez les détaillants en état émacié, ils n'ont plus d'appétit et sont lents. Souvent, ils meurent de faim, en présence de poissons plus voraces, tels que les labres. Il faut donc veiller à ce qu'ils commencent à s'alimenter un ou deux jours après leur acquisition.

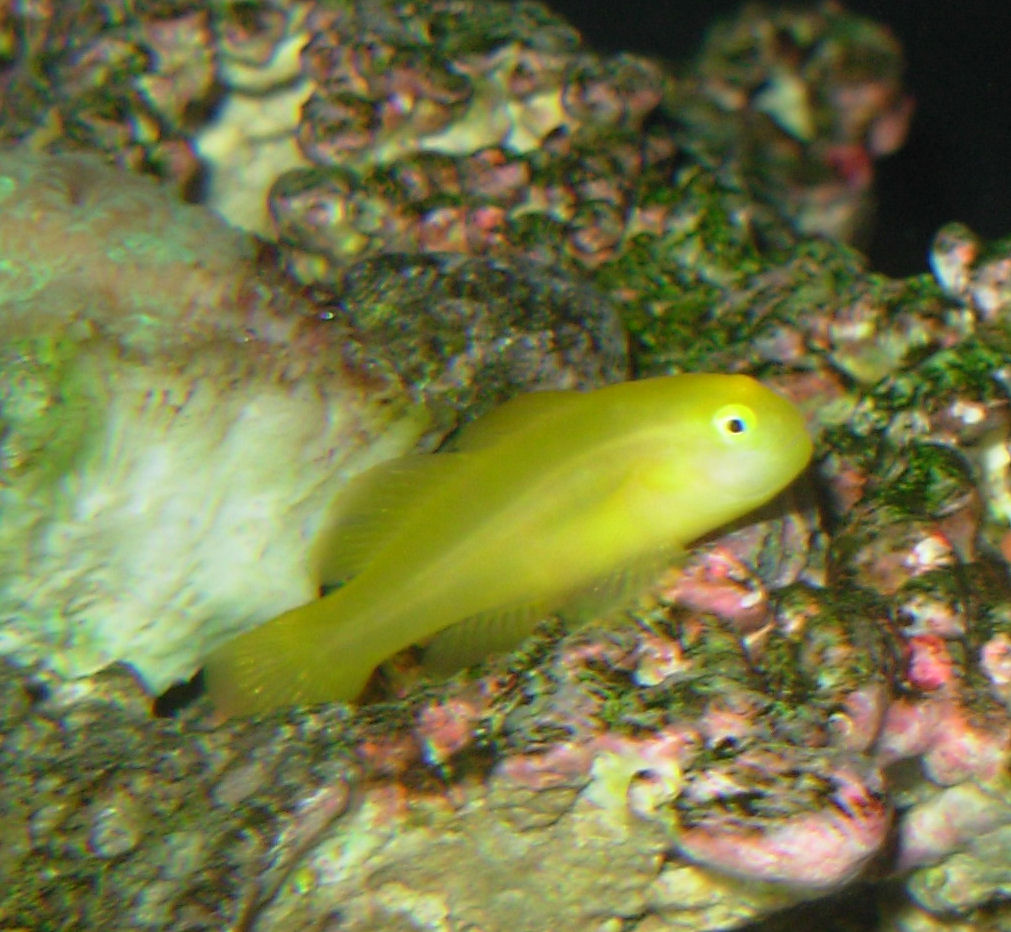
Gobie corail jaune.

Ils sont carnivores et ne sont pas faciles à alimenter, les flocons ou les granulés alimentaires ne leur conviennent pas, préférant plutôt les aliments vivants ou congelés. Les aliments conseillés comprennent des Cyclopes, des crevettes nourries au phytoplancton renforcent leur valeur nutritive, du Zooplancton, congelés ou vivants, des Mysis hachés finement. Cet animal, comme de nombreuses autres espèces marines, a besoin d'un régime alimentaire varié pour survivre à long terme en captivité.
L'alimentation régulière par quatre types d'aliments est recommandé.
| Origine         | Pacifique ouest | Eau           | Eau salée        |
| Dureté de l'eau | ? °GH           | pH            | Entre 7,5 et 8,5 |
| Température     | 22 à 25 °C      | Volume mini.  | 100 L (pour 1)   |
| Alimentation    | carnivore       | Taille adulte | 5 cm             |
| Reproduction    | ovipare         | Zone occupée  | milieu           |
| Sociabilité     | territorial     | Difficulté    | moyenne          |

## Reproduction
Les juvéniles Gobiodon sp. débutent la vie de sexe femelle, et sont bi-directionnels hermaphrodite protogyne, ce qui signifie que lorsqu'ils sont jumelés, si nécessaire, un changement de sexe peut intervenir pour former une paire d'élevage. Dans le cas de deux femelles formant une paire, le plus grand des deux est de sexe masculin, et dans le cas de deux mâles, intervient un petit changement de sexe pour devenir une femelle. Le seul moment où un mâle est plus petit qu'une femelle est quand un petit mâle est placé dans le même corail, comme une grande femelle.
Près d'un millier d'œufs sont pondus autour des branches de corail. Le mâle va féconder immédiatement et les surveiller jusqu'à l'éclosion, environ cinq jours plus tard.
À environ 33 jours, les alevins se métamorphosent et commencent la nage libre. La coloration apparaît à environ 40 jours.